# Ammodytoides renniei
Ammodytoides renniei är en fiskart som först beskrevs av Smith, 1957.  Ammodytoides renniei ingår i släktet Ammodytoides och familjen tobisfiskar. Inga underarter finns listade i Catalogue of Life.